# Jia-A League 1991
La stagione 1991 è stata la terza edizione della Jia-A League, trentaduesima stagione della massima serie cinese di calcio.

## Avvenimenti

### Precampionato
Fu introdotta una modifica regolamentare per quanto riguarda il metodo di assegnazione dei punti, con la vincitrice di un incontro che avrebbe guadagnato due punti anziché tre.

### Il campionato
Grazie anche ai due punti bonus ottenuti mediante i giocatori convocati in Nazionale, il Liaoning poté confermarsi campione nazionale davanti a un nutrito gruppo di concorrenti, fra cui si distinsero le neopromosse Pechino e Canton, seconde classificate assieme allo Shanghai. Entrambe le squadre classificatesi in zona retrocessione (la nazionale olimpica e il Tianjin) abbandonarono il campionato al termine della competizione.

## Squadre partecipanti

### Profili
| Club partecipanti | Club partecipanti | Città    | Stagione 1990                 |
| ----------------- | ----------------- | -------- | ----------------------------- |
| Bayi              | dettagli          | Pechino  | 2° in Jia-A League            |
| Beijing           | dettagli          | Pechino  | 1° in Jia-B League (promosso) |
| Cina olimpica     | Cina olimpica     | Tianjin  | 6° in Jia-A League            |
| Dalian            | dettagli          | Dalian   | 3° in Jia-A League            |
| Guangzhou Baiyun  | dettagli          | Canton   | 2° in Jia-B League (promosso) |
| Liaoning          | dettagli          | Shenyang | Campione della Cina           |
| Shanghai          | dettagli          | Shanghai | 4° in Jia-A League            |
| Tianjin           | dettagli          | Tianjin  | 5° in Jia-A League            |

### Allenatori
| Club          | Allenatore   |
| ------------- | ------------ |
| Beijing       | Tang Wenjung |
| Bayi          | Liu Guojiang |
| Cina olimpica | Xu Genbao    |
| Dalian        | Qi Wusheng   |

| Club             | Allenatore  |
| ---------------- | ----------- |
| Guangzhou Baiyun | Zhou Suian  |
| Liaoning         | Li Yingfa   |
| Shanghai         | Li Wenlong  |
| Tianjin          | Zhang Yanan |

## Classifica finale
|                 | Pos. | Squadra          | Pt (Bonus) | G  | V | N | P  | GF | GS | DR  |
| --------------- | ---- | ---------------- | ---------- | -- | - | - | -- | -- | -- | --- |
| Cina (bandiera) | 1.   | Liaoning         | 20 (2)     | 14 | 7 | 4 | 3  | 27 | 18 | +9  |
|                 | 2.   | Shanghai         | 16         | 14 | 6 | 4 | 4  | 21 | 20 | +1  |
|                 | 3.   | Beijing          | 16 (1)     | 14 | 5 | 5 | 4  | 22 | 21 | +1  |
|                 | 4.   | Guangzhou Baiyun | 16 (1)     | 14 | 4 | 7 | 3  | 16 | 13 | +3  |
|                 | 5.   | Bayi             | 15 (1)     | 14 | 5 | 4 | 5  | 15 | 15 | 0   |
|                 | 6.   | Dalian           | 15 (1)     | 14 | 5 | 4 | 5  | 17 | 17 | 0   |
|                 | 7.   | Cina olimpica    | 14         | 14 | 4 | 6 | 4  | 12 | 12 | 0   |
|                 | 8.   | Tianjin          | 6          | 14 | 2 | 2 | 10 | 8  | 22 | -14 |

Legenda:

      Campione della Cina e ammessa al Campionato d'Asia per Club 1992-93

      Abbandona la competizione al termine della stagione.

Note:
Due punti a vittoria, uno a pareggio, zero a sconfitta.
Per ogni giocatore convocato in nazionale maggiore la squadra riceve un punto bonus.

## Statistiche

### Classifica dei marcatori
Nel corso del campionato sono state segnate complessivamente 138 reti, di cui tre autoreti, per una media di 2,46 marcature per incontro. Di seguito viene riportata la classifica dei cannonieri:
| Gol | Rigori |  | Giocatore    | Squadra             |
| --- | ------ |  | ------------ | ------------------- |
| 11  | 1      |  | Sun Wie      | Liaoning            |
| 11  |        |  | Gao Hongbo   | Beijing             |
| 6   |        |  | Wang Tao     | Bayi (3) Dalian (3) |
| 4   |        |  | Li Xiao      | Shanghai            |
| 4   |        |  | Guo Weiwei   | Beijing             |
| 4   | 3      |  | Mai Chao     | Guangzhou Baiyun    |
| 4   |        |  | Luo Wensheng | Guangzhou Baiyun    |
| 4   |        |  | Xu Hui       | Guangzhou Baiyun    |
| 4   |        |  | Kai Sheng    | Cina olimpica       |